# قصیر (مصر)
قصیر (به عربی: القصیر)، شهری در مصر واقع در استان بحرالاحمر است.

## نگارخانه

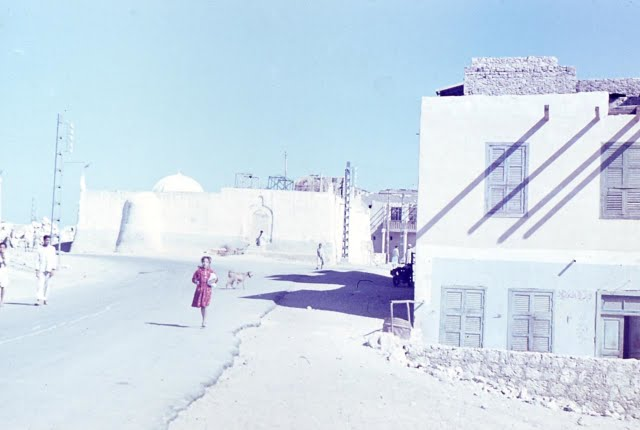
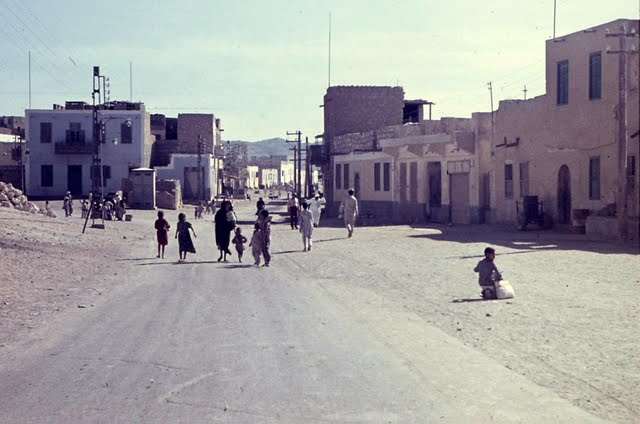
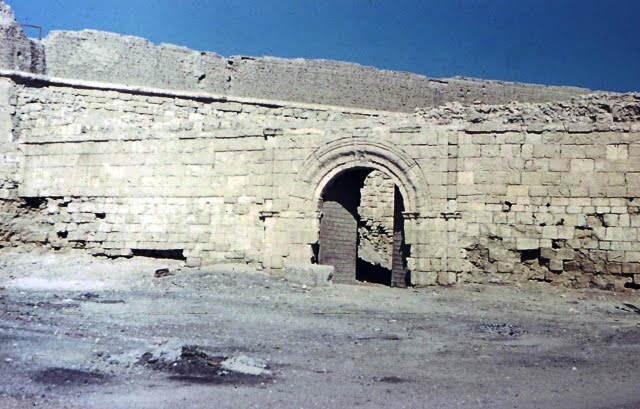